# Demo-shmemo
Demo-shmemo es el primer EP lanzado por la banda estadounidense Never Shout Never el 29 de febrero de 2008, en ese entonces conformada solo por Christofer Drew.

## Lista de canciones
| Demo-Shmemo |                 |          |  |
| N.º         | Título          | Duración |  |
| 1.          | «Smelyalata»    | 02:51    |  |
| 2.          | «MyFriendJane»  | 02:57    |  |
| 3.          | «Dare4Distance» | 03:08    |  |
| 4.          | «Shesgotstyle»  | 03:37    |  |
| 5.          | «Overtheyears»  | 02:46    |  |

- Datos: Q5802208